# سد ویلار
سد ویلار (به پرتغالی: Barragem de Vilar) یک سد خاکی و نیروگاه برقابی در پرتغال است که در Moimenta da Beira واقع شده‌است.